# Cirurgia do aparelho digestivo
A cirurgia do aparelho digestivo  é um ramo da Medicina que estuda, sob o ponto de vista cirúrgico, as doenças que  são oriundas dos órgãos responsáveis pela digestão dos alimentos.
No Brasil, este ramo da cirurgia surgiu como uma especialidade separada da Cirurgia Geral, devido aos esforços do Prof. Dr Henrique Walter Pinotti. O reconhecimento da especialidade pela Associação Médica Brasileira (AMB) permitiu a criação de cursos de residência médica específicos. No seu campo de ação estão as patologias e cirurgias envolvendo o  esôfago, estômago, duodeno, pâncreas, fígado e vias biliares, intestino delgado e órgãos anexos, além da cirurgia da obesidade.
O cirurgião do aparelho digestivo necessita, além da graduação em Medicina, de 2 anos de Residência Médica em Cirurgia Geral e 2 anos de Residência Médica em Cirurgia do Aparelho Digestivo.

## Áreas de Atuação
Conta com áreas de atuação em nutrição parenteral e enteral, videolaparoscopia e endoscopia digestiva.